# Belfast (Isla del Príncipe Eduardo)
Belfast es un municipio rural canadiense situado en la provincia de Isla del Príncipe Eduardo.

## Superficie
Belfast tiene una superficie de 229,27 km².

## Demografía
En 2021, tenía 1687 habitantes, una densidad poblacional de 7,4 hab./km², y 971 viviendas.